# 萨达尔·阿兹蒙
萨达尔·阿兹蒙（波斯語：سردار آزمون，1995年1月1日—）是一位伊朗足球運動員，司職前鋒。現時效力阿聯酋職業足球聯賽俱樂部沙比阿爾阿里，伊朗國家男子足球隊成員。
阿茲蒙是繼阿里列沙·查漢巴殊之後，史上身價第二高的伊朗球員。他也是在歐洲冠軍聯賽比賽中進球的最年輕的伊朗人。

## 俱樂部生涯
阿兹蒙脚下技术出色，尤其擅长带球突破，在出道时一度被人称作“伊朗”。阿兹蒙15岁加盟伊朗沙巴罕青年梯队。因在国家青年队的出色表现，17岁就加盟了俄超球隊喀山红宝石。2015年租借加盟罗斯托夫。2016年夏天，罗斯托夫买断阿兹蒙。2017年回归喀山红宝石。
2019年2月1日，他與辛尼特簽訂了一份為期3.5年的合約。
2021年5月2日，阿茲蒙在俄超第28輪對陣莫斯科火車頭比賽中達成辛尼特历史上最快的50枚进球。

### 勒沃库森
2022年1月，德甲俱樂部勒沃库森表示，阿茲蒙簽訂了一份2022年7月1日自由轉會加盟的預合同，他們已經簽下了他。伊朗人簽署了一份為期五年的合同。2022年1月30日，勒沃库森表示，己經与辛尼特达成协议，即時签下阿兹蒙。
2022年4月23日，阿茲蒙在對上菲爾特的客場比賽中踢進了自己第一個五大聯賽與德甲進球。
2023年8月26日，阿茲蒙租借加盟意甲球隊羅馬為期2023-24一個賽季。羅馬可以選擇永久轉會。阿茲蒙是羅馬俱樂部歷史上第三位亞洲球員，也是第一位為俱樂部效力的伊朗球員。

## 國家隊生涯
2013年10月5日，阿茲蒙被主教練卡路士·昆洛斯徵召入伊朗国家男子足球队對泰國的比賽。
阿兹蒙参与了2018年世界杯，但伊朗未能小组赛出线。赛后因不满部分球迷对他和他队友的辱骂以及他母亲病情加重，阿兹蒙宣布退出伊朗国家队。
阿斯蒙在10月已经回归国家队，並随队出战2022年国际足协世界杯外围赛。
2022年阿米尼示威期間，阿茲蒙公開表達了反對伊朗政府的立場。他表示，他的公眾觀點可能會讓他失去參加世界盃的機會，但他表示「為了一根伊朗女性的頭髮而犧牲是值得的」。儘管如此，他仍獲準參加與塞內加爾的友誼賽，並打進扳平比分的進球，但他拒絕慶祝。

## 個人生活
阿兹蒙出生於一個伊朗土庫曼人遜尼派家庭。他能說流利的土库曼语和波斯語，並且喜歡騎馬，是西甲俱樂部皇家馬德里支持者。
阿兹蒙還是世界土庫曼人道主義協會成員。

### 體育興趣
在足球生活之外，阿茲蒙熱衷於馬術，並積極參與純種馬賽馬和繁殖活動。他擁有Serik Horse Complex，這是位於他家鄉貢巴德卡武斯的一個大型賽馬和繁殖中心。阿茲蒙在2022年2月的一次採訪中表示，他擁有52匹馬。2020年，他以50萬美元購買了澳洲純種馬Serlik；瑟利克由澳洲騎師米歇爾·佩恩訓練。2021年，阿茲蒙以7萬美元購買了第二匹澳洲馬，這是一匹帕倫蒂諾小馬，也將由佩恩訓練。
阿茲蒙是伊朗塞里克·贡巴德卡武斯女子排球俱樂部的老闆。自2022-23賽季起，球隊將參加伊朗女排超級聯賽。

## 榮譽

### 球會
辛尼特
- 俄羅斯足球超級聯賽冠軍：2018-19、2019-20、2020-21[20]賽季
- 俄羅斯盃冠軍：2019-20賽季[21]
- 俄羅斯超級盃冠軍：2020、2021[22]年

### 國家隊
伊朗U17
- 西亞足球錦標賽冠軍：2009年

 伊朗
- 中亞國家盃冠軍：2023年

### 個人
- 獨立國協盃最佳射手：2012年
- 俄羅斯足球超級聯賽最佳射手：2019-20賽季（17球）
- 俄羅斯足球超級聯賽最佳球員：2020-21賽季